# Diuradugu Cafo
Diuradugu Cafo é uma comuna rural da circunscrição de Cutiala, na região de Sicasso ao sul do Mali. Segundo censo de 1998, havia 8 272 residentes, enquanto segundo o de 2009, havia 6 876. A comuna inclui 10 vilas.